# Giuseppe De Stefanis
Giuseppe De Stefanis (La Spezia, 20 dicembre 1885 – Roma, 11 dicembre 1965) è stato un generale italiano, veterano della prima guerra mondiale. Durante la seconda guerra mondiale fu comandante della 24ª Divisione fanteria "Pinerolo",  della 102ª Divisione motorizzata "Trento", della 132ª Divisione corazzata "Ariete", del XX Corpo d'armata, e del LI Corpo d'armata. Capo di stato maggiore ad interim dal 19 al 31 maggio 1943 e sottocapo di Stato maggiore del Regio Esercito, insieme al generale Adamo Mariotti, durante i giorni dell'armistizio dell'8 settembre 1943, e della mancata difesa di Roma.

## Biografia
Nacque a La Spezia il 20 dicembre 1885. Arruolatosi nel Regio Esercito, il novembre 1903 iniziò a frequentare come Allievo ufficiale la Regia Accademia Militare di Artiglieria e Genio di Torino, da cui uscì con il grado di sottotenente assegnato all'arma di artiglieria il 28 settembre 1905. Promosso tenente il 28 agosto 1908, divenne capitano il 1 febbraio 1915. Nel 1915 sposò la signorina Emanuela dei Visconti di Ozzano.
Prese parte alla Grande Guerra, venendo promosso maggiore il 16 giugno 1917, e decorato con una Medaglia di bronzo al valor militare. Il 29 ottobre 1922 divenne giudice supplente presso il tribunale militare territoriale di Roma, e il 20 aprile 1924 fu trasferito in servizio di Stato maggiore. Il 31 marzo 1926 prese servizio come capo sezione presso lo Stato maggiore del Regio Esercito, venendo promosso tenente colonnello il 30 giugno dello stesso anno.
Promosso colonnello il 29 ottobre 1929, il 1 dicembre 1932 assunse il comando dell'8º Reggimento di artiglieria da campagna con sede a Verona, mantenendolo sino al 1935.  Il 1 settembre 1937 fu promosso generale di brigata, e l'8 dello stesso mese fu nominato comandante dell'artiglieria del VII Corpo d'armata a Firenze e capoufficio addestramento presso il comando del corpo di Stato maggiore a Roma.
Il 25 novembre del 1938 fu trasferito al comando dell'artiglieria del Corpo d'armata corazzato. Dopo l'entrata in guerra del Regno d'Italia, avvenuta il 10 giugno 1940, fu promosso generale di divisione il 1 gennaio 1941 assumendo nel contempo il comando della 24ª Divisione fanteria "Pinerolo".
In quello stesso mese la "Pinerolo" fu trasferita sul fronte greco-albanese e, alla resa della Grecia, in aprile, rimase quale unità da occupazione in Tessaglia. Nel mese di agosto dello stesso anno fu sostituito al comando della "Pinerolo" dal generale di divisione Licurgo Zannini. Il 14 agosto 1941 è trasferito in Libia presso il Comando Superiore F.F.A.A. Africa Settentrionale, e il 25 dello stesso mese assume il comando della 102ª Divisione motorizzata "Trento".
In A.S.I. partecipò ai vari cicli operativi autunnali del 1941 con la "Trento", passando poi, il 20 gennaio 1942, al comando della 132ª Divisione corazzata "Ariete" conseguendo numerosi successi, e rendendo la suddetta unità tra le più famose del Regio Esercito.
Per tali meriti fu decorato, il 26 maggio 1942, con la Croce di Ufficiale dell'Ordine militare di Savoia.
Permase in tale incarico sino al 26 giugno seguente, quando sostituì il generale Ettore Baldassarre, caduto a Marsa Matruh nell'inseguimento delle unità inglesi in ritirata, al comando del XX Corpo d'armata. Lasciò il comando della "Ariete" al generale di brigata Francesco Antonio Arena.
Al comando del XX Corpo d'armata partecipò alle varie fasi delle battaglie di El Alamein, venendo promosso al rango di generale di corpo d'armata il 14 novembre successivo. Dopo la sconfitta in Egitto, comandò il corpo d'armata nella varie fasi del ritiro, dapprima in Libia fino ad attestarsi sulla linea del Mareth in Tunisia col solo suo comando, perdendo tutte le unità di manovra. Fu poi sostituito dal generale di corpo d'armata Taddeo Orlando il 4 febbraio 1943 e rimpatriato.
Dal 3 maggio dello stesso anno assunse l'incarico di Sottocapo di Stato maggiore dell'Esercito per le operazioni, sostituendo il generale Carlo Vecchiarelli trasferito ad Atene al comando dell'11ª Armata. Partecipò, a Roma, in sostituzione del generale Mario Roatta, Capo di stato maggiore del Regio Esercito, al Consiglio della Corona tenutosi il pomeriggio dell'8 settembre, dove si decise di dar corso all'armistizio dopo la diffusione della notizia da parte alleata da Radio Algeri.
La notte seguente fu tra i militari che partì da Roma verso Ortona al seguito dei sovrani e arrivò a Brindisi. Qui alcune settimane dopo assunse dapprima il comando del LI Corpo d'armata, pletorica unità appena istituita ma priva di fatto di vere truppe dipendenti. Nel giugno 1944 fu a capo della Delegazione A dello Stato maggiore, ossia l'organizzazione delle forze italiane che opereranno per conto degli alleati nel 1945 coi gruppi di Combattimento. Il 5 ottobre fu messo a disposizione del Ministero della guerra del Regno d'Italia per incarichi speciali. Nel 1956 fu insignito dell'onorificenza di Grande ufficiale dell'Ordine al merito della Repubblica italiana, e si spense a Roma l'11 dicembre 1965.

### Fonti
1. 1 2 3 4 5 6  Generals.
2. 1 2 3 4 5 6 7 8 9 10 11 12 13  Biagini, Frattolillo 1985, p. 401.
3. 1 2 3 4 5 6 7  Biagini, Frattolillo 1985, p. 402.
4. 1 2  Sito web del Quirinale: dettaglio decorato.
5. ↑  Gazzetta Ufficiale del Regno d'Italia n. 143 del 21 giugno 1933, pag. 2579.
6. ↑  Gazzetta Ufficiale del Regno d'Italia n. 178 del 30 luglio 1941, pag. 36.
7. ↑  Sito web del Quirinale: dettaglio decorato.